# Ruth Gordon
Ruth Gordon Jones (Quincy, 30 ottobre 1896 – Edgartown, 28 agosto 1985) è stata un'attrice, commediografa e sceneggiatrice statunitense, vincitrice dell'Oscar alla miglior attrice non protagonista nel 1969.

## Biografia

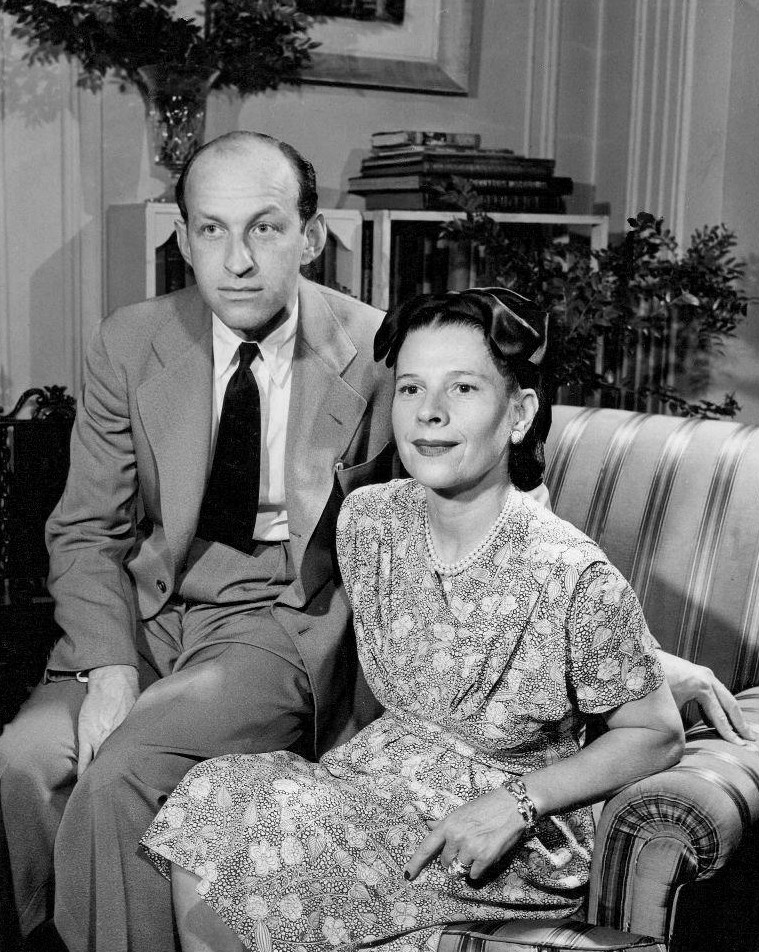
Ruth Gordon e il marito Garson Kanin nel 1946

Ruth Gordon si formò in un ambiente di attori dilettanti (che nel 1953 descriverà spiritosamente in qualità di sceneggiatrice per il film L'attrice, tratto dalla sua commedia Years Ago). Inizialmente non ottenne significativi risultati dai suoi studi di recitazione all'Accademia americana di arti drammatiche. Tuttavia perseguì le proprie ambizioni di diventare attrice e ottenne buone recensioni già al suo debutto sulle scene teatrali con la pièce Peter Pan nel 1915. Durante gli anni trenta si affermò definitivamente come attrice teatrale, protagonista sia sulle scene di Broadway che sui palcoscenici londinesi dell'Old Vic.
La Gordon giunse al cinema all'inizio degli anni quaranta, comparendo in film patriottici quali Abramo Lincoln (1940) di John Cromwell e La bandiera sventola ancora (1943) di Lewis Milestone e nella commedia Non tradirmi con me (1941) di George Cukor. Nello stesso periodo iniziò il suo sodalizio artistico e sentimentale con lo scrittore e regista Garson Kanin (che sposò nel 1942), con il quale scrisse alcune sceneggiature per film che vennero poi tutti diretti da George Cukor: il drammatico Doppia vita (1947), interpretato da Ronald Colman, la commedia Vivere insieme (1952), che fu interpretata da Aldo Ray e Judy Holliday, oltre a due celebri commedie di cui furono protagonisti Spencer Tracy e Katharine Hepburn, La costola di Adamo (1948) e Lui e lei (1952).
Vincitrice nel 1956 di un Tony Award per la sua interpretazione di Dolly Levi nella piece The Matchmaker di Thornton Wilder, la Gordon ebbe le maggiori opportunità come attrice cinematografica tra la fine degli anni sessanta e l'inizio degli anni settanta, grazie ad alcuni ruoli di donne anziane dalla forte e sicura personalità, rispecchianti quella dell'attrice stessa. Tra le sue interpretazioni più memorabili, quelle della diabolica Mrs. Castevet nell'inquietante Rosemary's Baby - Nastro rosso a New York (1968) di Roman Polański, che le valse il premio Oscar alla miglior attrice non protagonista, della governante Mrs. Dimmock che affronta la vedova omicida Geraldine Page in La terza fossa (1969) di Lee H. Katzin, della svampita Mrs. Hocheiser in Senza un filo di classe (1970) di Carl Reiner, e soprattutto dell'eccentrica e passionale Maude in Harold e Maude (1971) di Hal Ashby, che vive un'insolita e tenera storia d'amore con Harold (Bud Cort), un giovanotto al quale fa scoprire la bellezza dell'esistenza. La sua ultima apparizione al cinema fu in Maxie (1985) di Paul Aaron, accanto a Glenn Close.

## Filmografia

### Attrice

#### Cinema
- The Whirl of Life, regia di Oliver D. Bailey (1915)
- Abramo Lincoln (Abe Lincoln in Illinois), regia di John Cromwell (1940)
- Un uomo contro la morte (Dr. Ehrlich's Magic Bullet), regia di William Dieterle (1940)
- Non tradirmi con me (Two-Faced Woman), regia di George Cukor (1941)
- La bandiera sventola ancora (Edge of Darkness), regia di Lewis Milestone (1943)
- Convoglio verso l'ignoto (Action in the North Atlantic), regia di Lloyd Bacon (1943)
- Lo strano mondo di Daisy Clover (Inside Daisy Clover), regia di Robert Mulligan (1965)
- Lord Love a Duck, regia di George Axelrod (1966)
- Rosemary's Baby - Nastro rosso a New York (Rosemary's Baby), regia di Roman Polański (1968)
- La terza fossa (What Ever Happened to Aunt Alice?), regia di Lee H. Katzin (1969)
- Senza un filo di classe (Where's Poppa?), regia di Carl Reiner (1970)
- Harold e Maude (Harold and Maude), regia di Hal Ashby (1971)
- Il fantabus (The Big Bus), regia di James Frawley (1976)
- Filo da torcere (Every Which Way But Loose), regia di James Fargo (1978)
- Scavenger Hunt, regia di Michael Schultz (1979)
- Fai come ti pare (Any Which Way You Can), regia di Buddy Van Horn (1980)
- Rock Aliens, regia di James Fargo (1984)
- Maxie, regia di Paul Aaron (1985)

#### Televisione
- Kojak – serie TV, episodio 2x25 (1975)
- Guardate cosa è successo al figlio di Rosemary (Look What's Happened to Rosemary's Baby), regia di Sam O'Steen – film TV (1976)
- Colombo (Columbo) – serie TV, episodio 7x01 (1977)

### Sceneggiatrice
- Addio vent'anni (Over 21), regia di Charles Vidor (1945)
- Doppia vita (A Double Life), regia di George Cukor (1947)
- La costola di Adamo (Adam's Rib), regia di George Cukor (1949)
- Vivere insieme (The Marrying Kind), regia di George Cukor (1952)
- Lui e lei (Pat and Mike), regia di George Cukor (1952)
- L'attrice (The Actress), regia di George Cukor (1953)
- Rosie!, regia di David Lowell Rich (1967)
- Casco e belle gambe (Hardhat and Legs), regia di Lee Philips - film TV (1980)

## Riconoscimenti
- Premio Oscar
  - 1966 – Candidatura alla miglior attrice non protagonista per Lo strano mondo di Daisy Clover
  - 1969 – Miglior attrice non protagonista per Rosemary's Baby - Nastro rosso a New York

- Golden Globe
  - 1966 –Miglior attrice non protagonista per Lo strano mondo di Daisy Clover
  - 1969 – Miglior attrice non protagonista per Rosemary's Baby - Nastro rosso a New York

- Primetime Emmy Awards
  - 1979 – Miglior attrice protagonista in una serie commedia per Taxi

## Doppiatrici italiane
- Wanda Tettoni in Lo strano mondo di Daisy Clover, Rosemary's Baby - Nastro rosso a New York, Colombo
- Cesarina Gheraldi in Filo da torcere, Fai come ti pare
- Lola Braccini in La bandiera sventola ancora
- Dhia Cristiani in La terza fossa
- Lydia Simoneschi in Senza un filo di classe
- Gabriella Genta in Harold e Maude
- Francesca Palopoli in Kojak
- Alina Moradei in Love Boat
- Grazia Migneco in Bravo Dick
- Isa Bellini in Maxie